# Diorit

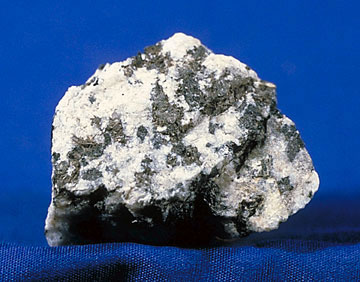
Diorit

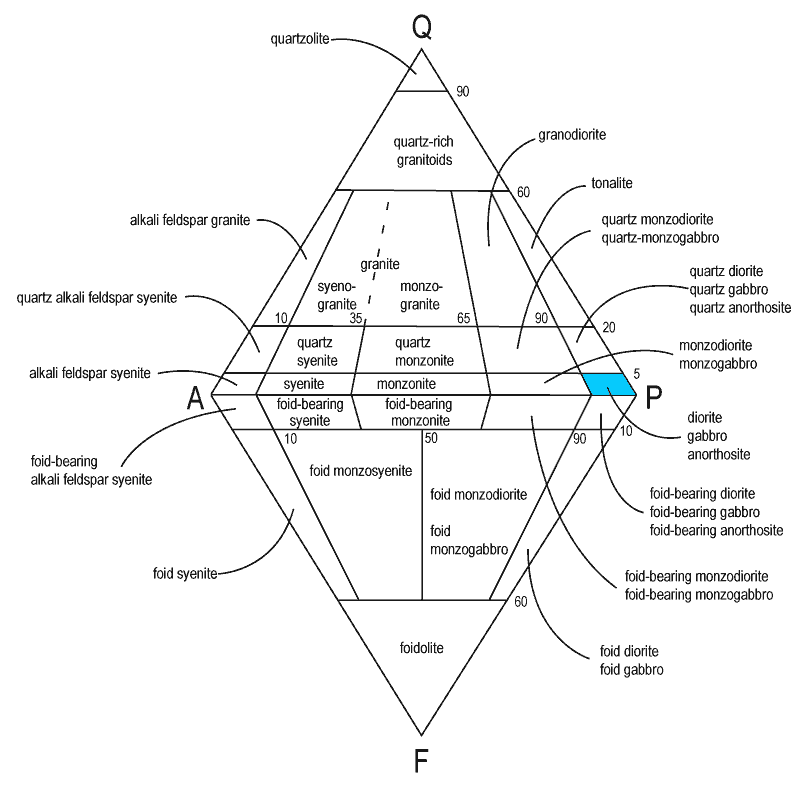
Phân loại diorit theo biểu đồ QAPF.

Diorit là một đá macma xâm nhập trung tính có thành phần chính gồm plagioclase feldspar (khoáng vật đặc trưng là andesin), biotit, hornblend, và/hoặc pyroxen. Nó có thể có một lượng nhỏ thạch anh, microclin và olivin. Zircon, apatit, sphen, magnetit, ilmenit và sulfide có thể là các khoáng vật phụ. Nó cũng có thể có màu xám xanh hoặc đen, và thường bề ngoài có màu xanh lục. Các biến thể thiếu hornblend và các khoáng vật màu khác được gọi là leucodiorit. Khi có mặt olivin và các augit giàu sắt hơn thì đá được gọi là ferrodiorit, đây là một trạng thái chuyển tiếp từ gabbro. Khi thạch anh có mặt đáng kể trong đá thì được gọi là diorit-thạch anh (>5% thạch anh) hay tonalit (>20% thạch anh), và nếu có mặt orthoclase (feldspar natri) hơn 10% thì đá được gọi là monzodiorit hay granodiorit. Diorit có kiến trúc hạt vừa đôi khi ban tinh.
Diorit có thể đi cùng với các xâm nhập hoặc là granit hoặc gabro, khi xâm nhập qua chúng có thể hòa tan. Diorit được tạo thành từ tan chảy từng phần của đá mafic bên trên đới hút chìm. Nó thường được hình thành trong các cung núi lửa, và trong các đai tạo núi do va chạm như trong dãi Andes chúng ở dạng batholith lớn. Đá phun trào có thành phần tương tự được gọi là andesit.